# باربرا غوردون
باربرا غوردون هي بطلة خارقة في دي سي كومكس، ظهرت لأول مرة في 1967.